# Mónica Messa
Mónica Messa López (Madrid, 7 ottobre 1966) è un'ex cestista spagnola.

## Carriera
Con la Spagna ha disputato i Giochi olimpici di Barcellona 1992 e quattro edizioni dei Campionati europei (1985, 1987, 1993, 1995).